# Ксилотрех коротковусий
Ксилотре́х короткову́сий (лат. Xylotrechus arvicola Olivier, 1795) — вид жуків з родини вусачів.

## Хорологія
Xylotrechus arvicola – вид, що входить до групи пан'європейських видів у складі європейського зооґеографічного комплексу. Ареал дуже широкий і виходить за межі поширення пан'європейських видів. Охоплює Європу, Кавказ, Закавказзя, Північну Африку, Близький Схід, Малу Азію, Іран та Північний Казахстан. У Карпатському регіоні – звичайний вид, поширений в передгір’ях.

## Екологія
Приурочений до листяних лісових формацій. Комахи трапляються на зрубах та вітровалах, квітів не відвідують. Літ триває з травня по серпень. Заселяє більшість листяних порід. 

## Морфологія

### Імаго
Передньоспинка, на диску, в грубій, частково зморшкуватій поцяткованості, облямована яскраво-жовтими плямами при основі та на вершині. Забарвлення тіла чорне іноді бурувате, ноги та вусики яскраво-рудого кольору. Надкрила на вершині ледь вирізані, їх зовнішній край слабко витягнений у зубчик. Малюнок на надкрилах аналогічний до такого ж як у X. capricornis з тією відмінністю, що у X. arvicola волосяні перев’язі є дещо ширшими, а основа надкрил облямована жовтою волосяною смугою.

### Личинка
Личинка X. arvicola відрізняється від видів свого роду тим, що на основі пронотуму, терґітів і стернітів середньо- і задньогрудей, а також сегментів черевця відсутні мікроскопічні шипики. 

## Життєвий цикл
Личинка розвивається два роки.